# Primer gobierno de Tabaré Vázquez
El primer gobierno de Tabaré Vázquez comenzó a partir de su asunción como presidente de la República Oriental del Uruguay el 1 de marzo de 2005, luego de haber ganado en la primera vuelta de las elecciones nacionales de 2004 el 31 de octubre de ese año por haber superado el 50% de los votos emitidos, lo que significó que por primera vez en la historia electoral del país asumiera al frente del gobierno nacional un partido de izquierda y distinto de los partidos tradicionales, el Frente Amplio.

## Elecciones nacionales de 2004
En las elecciones nacionales de octubre de 2004 ganó las elecciones la fórmula Tabaré Vázquez-Rodolfo Nin Novoa por el Frente Amplio, con un 51,68% de los votos válidos, y al haber alcanzado el 50,45% de los votos emitidos, no hubo necesidad de realizar una segunda vuelta.

## Gabinete
| ← Gobierno de Tabare Vázquez → 1° de marzo de 2005 - 1° de marzo de 2010 | ← Gobierno de Tabare Vázquez → 1° de marzo de 2005 - 1° de marzo de 2010 | ← Gobierno de Tabare Vázquez → 1° de marzo de 2005 - 1° de marzo de 2010 | ← Gobierno de Tabare Vázquez → 1° de marzo de 2005 - 1° de marzo de 2010 |
| ------------------------------------------------------------------------ | ------------------------------------------------------------------------ | ------------------------------------------------------------------------ | ------------------------------------------------------------------------ |
| Partido político                                                         |                                                                          | Frente Amplio                                                            | Frente Amplio                                                            |
| Cargo                                                                    | Cargo                                                                    | Titular                                                                  | Titular                                                                  |
| Presidente                                                               |                                                                          | Tabaré Vázquez 1 de marzo de 2005 - 1 de marzo de 2010                   |                                                                          |
| Vicepresidente                                                           | Rodolfo Nin Novoa 1 de marzo de 2005-1 de marzo de 2010                  |                                                                          |                                                                          |
| Ministros                                                                |                                                                          |                                                                          |                                                                          |
| Defensa                                                                  |                                                                          | Azucena Berrutti 2005-2008                                               | [ 2 ]                                                                    |
| Defensa                                                                  | José Bayardi 2008-2009                                                   |                                                                          |                                                                          |
| Defensa                                                                  | Gonzalo Fernández 2009-2010                                              | [ 3 ]                                                                    |                                                                          |
| Desarrollo Social                                                        | Marina Arismendi 2005-2010                                               |                                                                          |                                                                          |
| Eoonomía y Finanzas                                                      | Danilo Astori 2005-2008                                                  | [ 2 ]                                                                    |                                                                          |
| Eoonomía y Finanzas                                                      | Álvaro García Rodríguez 2008-2010                                        |                                                                          |                                                                          |
| Educación y Cultura                                                      | Jorge Brovetto 2005-2008                                                 | [ 2 ]                                                                    |                                                                          |
| Educación y Cultura                                                      | María Simon 2008-2010                                                    |                                                                          |                                                                          |

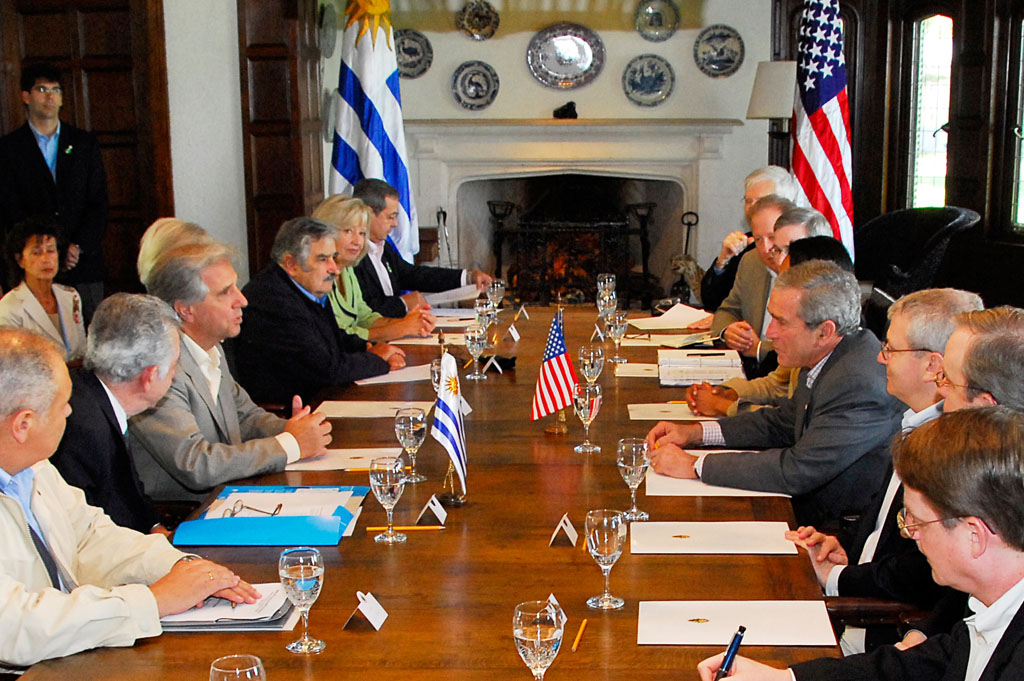
Gabinete de Tabare Vázquez reunido en Anchorena con George W. Bush.

| Ganadería, Agricultura y Pesca                                           | José Mujica 2005-2008                                                    | [ 2 ]                                                                    |                                                                          |
| Ganadería, Agricultura y Pesca                                           | Ernesto Agazzi 2008-2009                                                 |                                                                          |                                                                          |
| Ganadería, Agricultura y Pesca                                           | Andrés Berterreche 2009-2010                                             |                                                                          |                                                                          |
| Industria, Energía y Minería                                             | Jorge Lepra 2005-2008                                                    | [ 2 ]                                                                    |                                                                          |
| Industria, Energía y Minería                                             | Daniel Martínez 2008-2009                                                |                                                                          |                                                                          |
| Industria, Energía y Minería                                             | Raúl Sendic 2009-2010                                                    |                                                                          |                                                                          |
| Interior                                                                 | José Díaz 2005-2007                                                      | [ 2 ]                                                                    |                                                                          |
| Interior                                                                 | Daisy Tourné 2007-2009                                                   |                                                                          |                                                                          |
| Interior                                                                 | Jorge Bruni 2009-2010                                                    |                                                                          |                                                                          |
| Relaciones Exteriores                                                    | Reinaldo Gargano 2005-2008                                               | [ 2 ]                                                                    |                                                                          |
| Relaciones Exteriores                                                    | Gonzalo Fernández 2008-2009                                              |                                                                          |                                                                          |
| Relaciones Exteriores                                                    | Pedro Vaz 2009-2010                                                      |                                                                          |                                                                          |
| Salud Pública                                                            | María Julia Muñoz 2005-2010                                              | [ 2 ]                                                                    |                                                                          |
| Trabajo y Seguridad Social                                               | Eduardo Bonomi 2005-2009                                                 | [ 2 ]                                                                    |                                                                          |
| Trabajo y Seguridad Social                                               | Julio Baraibar 2009-2010                                                 |                                                                          |                                                                          |
| Transporte y Obras Públicas                                              | Victor Rossi 2005-2010                                                   | [ 2 ]                                                                    |                                                                          |
| Turismo y Deporte                                                        | Héctor Lescano 2005-2010                                                 | [ 2 ]                                                                    |                                                                          |
| Vivienda, Ordenamiento Territorial y Medio Ambiente                      | Mariano Arana 2005-2008                                                  | [ 2 ]                                                                    |                                                                          |
| Vivienda, Ordenamiento Territorial y Medio Ambiente                      | Carlos Colacce 2008-2010                                                 |                                                                          |                                                                          |
| Secretarías de Gobierno                                                  |                                                                          |                                                                          |                                                                          |
| Secretaría de presidencia                                                |                                                                          | Gonzalo Fernández 2005-2008                                              | [ 2 ]                                                                    |
| Secretaría de presidencia                                                | Miguel Toma 2008-2010                                                    |                                                                          |                                                                          |
| Prosecretaría de presidencia                                             |                                                                          | Jorge Vázquez Rosas 2005-2010                                            | [ 2 ]                                                                    |
| Oficina de Planeamiento y Presupuesto                                    | Carlos Viera 2005-2007                                                   | -                                                                        |                                                                          |
| Oficina de Planeamiento y Presupuesto                                    | Enrique Rubio 2007-2009                                                  |                                                                          |                                                                          |
| Oficina de Planeamiento y Presupuesto                                    | Martin Dibarboure 2009-2010                                              |                                                                          |                                                                          |

## Política nacional

### Educación

#### Ley General de Educación
En este período se reformó el sistema educativo con la Ley General de Educación n.° 18.437 del 2008, que declaró a la educación como un derecho humano fundamental y como un bien público y universal, y el deber del Estado de respetar la diversidad y garantizar la inclusión educativa de las minorías y de personas en situación de vulnerabilidad.
En el ámbito institucional ordenó la creación de los Consejos de Educación Média Básica y el de Educación Media Superior para sustituir al Consejo de Educación Secundaria (CES), sin embargo esto no se llegó a implementar y en los hechos siguió funcionando el CES. Otros organismos que se crearon fueron la Comisión Nacional de Educación, el Congreso de Educación y ordenó la creación del Instituto Universitario de Educación para que la formación docente sea universitaria. El Instituto Nacional de Evaluación Educativa que también instituyó la ley fue creado con el objeto de evaluar la educación nacional. Previó la representación docente en el Consejo Directivo Central de la Administración Nacional de Educación Pública (dos de cinco puestos) y en sus consejos desconcentrados (uno de tres puestos).

#### Plan Ceibal
Fue creado en abril de 2007, durante la primera presidencia de Tabaré Vázquez. Hasta 2022, se llamó Plan Ceibal, un acrónimo que significa: Conectividad Educativa de Informática Básica para el Aprendizaje en Línea.

### Sociedad

#### Plan de Emergencia
El «Plan de Asistencia Nacional a la Emergencia Social» («Plan de Emergencia» o PANES para abreviar) fue una política transitoria consistente en un conjunto de intervenciones por las que se hacía una transferencia mensual destinada al 20% de la población más pobre del grupo de hogares pobres, el 8% de la población total, con el propósito de ofrecer a los beneficiarios los medios para aliviar su situación de privaciones a corto plazo y brindarles una oportunidad de salir de su estado de pobreza y exclusión socioeconómica en el mediano plazo, mediante transferencias monetarias, alimentarias e intervenciones sobre el estado de la vivienda. Este plan fue desempeñado por el Ministerio de Desarrollo Social junto con Presidencia de la República.
El Plan de Emergencia comprendía una serie de prestaciones: el Ingreso Ciudadano, Rutas de Salida, Trabajo por Uruguay, una Tarjeta Alimentaria y planes de apoyo de vivienda, educación y salud. El Ingreso Ciudadano consistía en una transferencia fija de dinero mensual de medio salario mínimo nacional por hogar, condicionada a ciertos requisitos como la asistencia a la educación de los menores de 15 años y la realización de controles de salud a los niños y mujeres embarazadas. Por su parte, Rutas de Salida se trataba de actividades semestrales de capacitación para alguno de los adultos del hogar, realizadas por organizaciones sociales y de diversa naturaleza, que sin embargo no se logró cubrir totalmente al público objetivo. Trabajo por Uruguay ofrecía empleos temporales y voluntarios a los beneficiarios del PANES, que eran seleccionados por sorteo, y en caso de ser seleccionados, cumplían jornadas de seis horas durante un tiempo y cobraban un salario que era el doble del Ingreso Ciudadano (mientras percibían ingresos por este programa no cobraban el Ingreso Ciudadano). La Tarjeta Alimentaria consistía en una prestación percibida por familias con menores o embarazadas que recibían una tarjeta de dinero electrónico que podía usarse para comprar alimentos o productos de higiene. Las intervenciones de vivienda (Mejoramiento del Hábitat) pretendían mejorar la vivienda en asentamientos irregulares proveyendo materiales para autoconstrucción, pero este programa no llegó a cubrir a todos los beneficiarios. El programa de apoyo a la educación implicó el apoyo económico a maestros comunitarios en escuelas de barrios carenciados. El PANES se dio por terminado en diciembre de 2007 y en su lugar se levantó un nuevo plan social de emergencia llamado el Plan de Equidad.

#### Plan de Equidad
En 2016 comenzó a gestarse el «Plan de Equidad» para sustituir el Plan de Emergencia que vería su fin en diciembre de 2007, para continuar con las políticas públicas de combate a la pobreza y la exclusión, pero también para reconfigurar el sistema de protección social nacional. Participaron en su génesis el Ministerio de Desarrollo Social a iniciativa de Presidencia, una comisión técnica comenzó a trabajar con la colaboración de la Universidad de la República y asesores del MIDES.
El Plan de Equidad comprendió un conjunto amplio de políticas públicas bajo una serie de principios: la movilidad ascendente, la configuración de un nuevo sistema de prestaciones sociales para generar un estado de bienestar, la integralidad de la intervención pública mediante la actuación articulada del área pública, la transversalización con mirada de género, la progresividad mediante la implementación gradual, un enfoque para mejorar el acceso a las políticas y servicios sociales a los más pobres como complemento a la universalidad yuna implementación territorial y descentralizada de las políticas. A diferencia del PANES donde la población destinataria era aquella en estado de indigencia o que no pudiera satisfacer sus necesidades básicas, el Plan de Equidad pretendió incluir a todos los sectores sociales, sin perjuicio de incluir políticas especialmente destinadas a la población en situación de pobreza.
El Plan de Equidad incluyó dos grandes componentes: la Matriz de Protección Social, que abarcó elementos como la Reforma Tributaria, la Reforma de la Salud, las políticas de trabajo, las políticas de vivienda, la Reforma Educativa y el Plan de Igualdad de Oportunidades y Derechos. El otro componente fue la Red de Asistencia e Integración Social, que comprendió a las transferencias monetarias como las asignaciones familiares, las políticas educativas de atención a la infancia y adolescencia con el objetivo de mejorar el nivel educativo y la integración social, las políticas de empleo como el programa Uruguay Trabaja e Incentivo a la Contratación, además de incluir las políticas de seguridad alimentaria y las de integración social de discapacitados y de emprendimientos productivos. La aplicación del Plan de Equidad llevó a la reducción parcial de la pobreza y un descenso más notorio de la pobreza extrema, y la aplicación de las distintas políticas desde el PANES lograron un avance importante en la calidad de vida de los sectores más vulnerables de la población.

### Trabajo
Con la llegada del Frente Amplio al gobierno, cambió la lógica y orientación de la política laboral, pasando de un paradigma de liberalización, flexibilización y desregulación de las relaciones laborales de la década de 1990 a otro de una participación más activa del Estado en política laboral, en donde el Ministerio de Trabajo y Seguridad Social se vuelve a insertar dentro de la estructura estatal con iniciativa y como rector de las políticas laborales, con fuerte presencia institucional, el regreso de los Consejos de Salarios desde que habían sido descontinuadosa a mediados de 1990 y extendiéndolos al área pública, rural y de servicio doméstico, comenzó una política de recuperación y crecimiento salarial, y el establecimiento de numerosas normas laborales en protección de los trabajadores.
Se crea el Consejo Superior Tripartito para coordinar y regir las relaciones laborales, además de estar encargado de clasificar los grupos de negociación en los Consejos de Salarios por grupos de actividad, asesorar al Poder Ejecutivo o pronunciarse sobre los niveles de negociación, entre otras.

## Política exterior

### Conflicto diplomático con Argentina por plantas de celulosa
El conflicto entre Argentina y Uruguay por plantas de celulosa ocurrió entre 2005 y 2010 debido a la autorización del gobierno uruguayo para construir dos plantas de pasta de celulosa en su territorio y sobre las aguas binacionales del río Uruguay, cerca de las poblaciones uruguaya de Fray Bentos y argentina de Gualeguaychú. En 2013 el conflicto reapareció debido a la autorización del gobierno uruguayo para aumentar la producción.
En el curso del conflicto, se dejó sin efecto la construcción de una de las dos plantas, la proyectada por la empresa española ENCE, que decidió retirarse de Uruguay y vender sus activos forestales a la empresa chilena Arauco y a la sueco-finlandesa Stora Enso. La otra planta, proyectada por la empresa finlandesa Metsa-Botnia (luego transferida a la empresa UPM-Kymmene, también finlandesa) fue finalmente construida durante el conflicto y puesta en marcha el 8 de noviembre de 2007.
Pobladores argentinos de la ciudad de Gualeguaychú y organizaciones ambientalistas se movilizaron contra la instalación de las plantas sobre el río Uruguay, incluyendo en sus acciones el corte de rutas y el puente internacional Libertador General San Martín, que comunica ambos países.
Argentina demandó a Uruguay ante la Corte Internacional de Justicia argumentando que la instalación de las plantas de celulosa es contaminante y se había violado el procedimiento establecido en el Estatuto del Río Uruguay. Por su parte, Uruguay demandó a Argentina ante el sistema de solución de controversias del Mercosur y la Corte Internacional de Justicia, argumentando en el primer caso que los cortes de ruta constituyen una violación al principio de libre circulación, y en el segundo caso, que los mismos son tolerados y utilizados por el gobierno argentino para presionar al gobierno uruguayo en las negociaciones referidas a la instalación de las plantas de celulosa.
Las dos demandas uruguayas fueron desestimadas por los tribunales respectivos. Sobre la demanda argentina, la Corte de la Haya decidió que Uruguay había incumplido su deber de consultar previamente con Argentina la instalación de las plantas, pero que no había incumplido sus obligaciones para evitar la contaminación ambiental, por lo que consideró que resultaba desproporcionado ordenar el cierre de la planta de Botnia, instruyendo a ambos países a realizar un monitoreo en conjunto del río, a través de la Comisión Administradora del Río Uruguay (CARU) y aplicando el Estatuto del Río Uruguay.
En el curso del conflicto, Uruguay llegó a examinar la posibilidad de una guerra contra la Argentina y solicitó el apoyo de los Estados Unidos en el más alto nivel político. El conflicto finalizó tras la firma, el 30 de agosto de 2010 en Montevideo, de un acuerdo para conformar un Comité Científico en el seno de la Comisión Administradora del Río Uruguay.